# Пачултовиці
Пачултовиці (пол. Paczółtowice) — село в Польщі, у гміні Кшешовиці Краківського повіту Малопольського воєводства.
Населення — 786 осіб (2011).
У 1975-1998 роках село належало до Краківського воєводства.

## Демографія
Демографічна структура станом на 31 березня 2011 року:
|          | Загалом | Допрацездатний вік | Працездатний вік | Постпрацездатний вік |
| -------- | ------- | ------------------ | ---------------- | -------------------- |
| Чоловіки | 385     | 88                 | 251              | 46                   |
| Жінки    | 401     | 73                 | 238              | 90                   |
| Разом    | 786     | 161                | 489              | 136                  |